# Neptuak Mountain
Neptuak Mountain – szczyt w Kanadzie w Canadian Rockies (kanadyjskiej części Gór Skalistych) o wysokości 3233 m n.p.m. Znajduje się na granicy Alberty i Kolumbii Brytyjskiej oraz parków narodowych Banff, Yoho i Kootenay. Leży pomiędzy Deltaform Mountain a przełęczą Wenkchemna Pass.
Nazwę górze nadał Samuel Allen, odkrywca doliny Valley of the Ten Peaks leżącej u jej podnóża, w 1894 roku. Nazwa w języku Indian Nakoda oznacza „dziewięć”.
Po raz pierwszy zdobyta w 1902 roku przez J. Norman Collie, H.E.M. Stutfield, G.M. Weed i H. Woolley. Ich przewodnikiem był Christian Kaufmann.

## Źródła
- Neptuak Mountain. peakfinder.com. [zarchiwizowane z tego adresu (2016-03-09)].